# Pädagogizität
Pädagogizität ist ein erziehungswissenschaftlicher Fachbegriff, der ein oder mehrere Unterscheidungsmerkmale pädagogischer von anderen sozialen und wissenschaftlichen Praktiken, Denkweisen, Theorien usw. bezeichnet. Er geht zurück auf den Erziehungswissenschaftler Marian Heitger. Dieser verweist 1999 im Aufsatz Das Allgemeine der allgemeinen Pädagogik auf das grundlegende Problem des Widerstreits von Selbstbestimmung und Individualität, der sich in der Bildung vollzieht und in Form gesellschaftlichen Pluralismus existiert. Als Petzelt-Schüler gilt ihm die Vernunft als Bezugspunkt, deren Anerkennung als Allgemeines die Voraussetzung für pädagogisches Handeln prinzipiell setzt. „Wenn das Allgemeine als Bedingung für jede Form von Bestimmung anerkannt werden muß, dann gewinnt auch die Behauptung von Individualität und Einmaligkeit einen sinnvollen Zusammenhang. Die beiden gelten dann nicht als Gegensatz, sondern verstehen sich in einem gegenseitigen ‚Bedingungsverhältnis‘.“
Innerhalb der Erziehungswissenschaft ist umstritten, was das Proprium pädagogischen Denkens und Handelns konstituiert. Für sie erfüllt die Figur eine dreifache Funktion: zum ersten legitimiert sie Pädagogik als Profession und Disziplin, zum zweiten erlaubt sie eine Verhältnisbestimmung der Pädagogik zu anderen Disziplinen wie etwa der Psychologie und der Soziologie, etwa in Bezug auf das Lernen. Drittens verweist sie auf das Allgemeine, Gemeinsame, Verbindende aller pädagogischen Subdisziplinen und Tätigkeitsfelder.
Die Fragen nach der Identität und Eigenständigkeit der Pädagogik als wissenschaftlicher Disziplin wie auch dem Allgemeinen pädagogischen Handelns gelten als Dauerthema innerhalb der Erziehungswissenschaft. Johann Friedrich Herbart mahnte 1806 die Pädagogik an, sie möge sich „so genau als möglich auf ihre einheimischen Begriffe besinnen und ein selbständiges Denken mehr kultivieren [...], wodurch sie zum Mittelpunkt eines Forschungkreises würde und nicht mehr Gefahr liefe, als entfernte, eroberte Provinz von einem Fremden aus regiert zu werden.“
Werner Loch differenziert pädagogisches Handeln als solches, das auf die Enkulturation und Mündigkeit von Menschen im gesamten Lebenslauf zielt, von analogen und konträren Funktionen zur Erziehung. Analoge Handlungen etwa sind solche, die Polizisten, Seelsorger oder Ärzte in ihrem Beruf ausüben. Konträre Funktionen sind mit Lochs Definition von Erziehung unverträglich. Beispiele dafür ist das Handeln von „Abrichtern, Indoktrinateuren, Gehirnwäschern, Verführern, Süchtigmachern“ usw.
Für Klaus Prange ist ein Zeigen dann ein pädagogisches, wenn es auf Lernen gerichtet ist. Wolfgang Meseth, Matthias Proske und Frank-Olaf Radtke verwenden den Begriff der Pädagogizität im Kontext Unterricht in ähnlicher Weise, „um den operativen Modus einer bestimmten Kommunikationsform empirisch beschreibbar zu machen, in der Lernen durch die sequenzielle Verkettung von kommunikativen Ereignissen ermöglicht und bestimmt werden soll.“
Dietrich Benner benennt in seiner Allgemeinen Pädagogik fünf Grundpraxen menschlicher Ko-Existenz und greift damit Überlegungen Eugen Finks auf. Er differenziert Pädagogik von den Praxen der Politik, der Kunst, der Religion, der Arbeit und der Ethik und benennt vier Prinzipien pädagogischen Denkens und Handelns: 1) Die Bildsamkeit des Menschen, 2) die Aufforderung zur Selbsttätigkeit, 3) die pädagogische Transformation gesellschaftlicher Einflüsse in pädagogisch legitime und 4) die nicht-hierarchische Ordnung der Praxen zueinander.